# Жалгызтал
Жалгызтал (каз. Жалғызтал, до 1993 г. — Ковыльное) — село в Костанайской области Казахстана. Находится в подчинении городской администрации Аркалыка. Административный центр и единственный населённый пункт Жалгызталского сельского округа. Код КАТО — 391647100.

## Население
В 1999 году население села составляло 624 человека (316 мужчин и 308 женщин). По данным переписи 2009 года, в селе проживало 386 человек (209 мужчин и 177 женщин).

## Экономика
Экономика села зависит от сельского хозяйства. Будущим градообразующем предприятием села Жалгызтал будет являться железнодорожная станция «Жалгызтал» на железнодорожной линии Аркалык — Шубарколь. С 2014 года планируется строительство в селе Жалгызтал четвертого элеватора для города Аркалыка.

## Образование
- Жалгызстинская малокомплектная школа.